# 1584 Фудзі
1584 Фудзі (1584 Fuji) — астероїд головного поясу, відкритий 7 лютого 1927 року.
Тіссеранів параметр щодо Юпітера — 3,375.